# 九條道前
九條道前（1746年7月30日—1770年7月27日），是江戶時代中期的公卿；也是藤原北家攝關家的九條家當主。

## 生涯
九條道前在延享三年（1746年）出生，是父親九條尚實的長子。寶曆二年（1752年）敘從五位上，歷任右近衛權少將與右近衛權中將後，就在次年（1753年）昇敘從三位，位列公卿。
後來他也擔任過權中納言、權大納言、踏歌節會外弁及左右馬寮御監；並在寶曆九年十一月（合1760年）擔任內大臣。
明和七年（1770年）他死在內大臣任內，享年23歲。